# Mantou

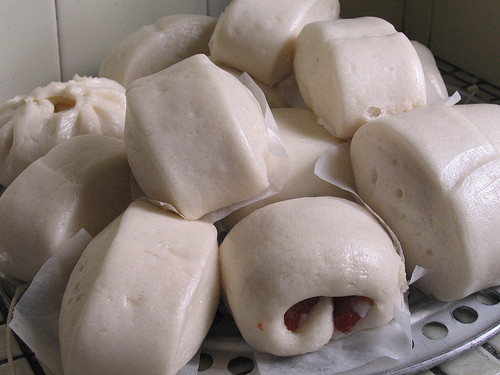
Klassische Mantou

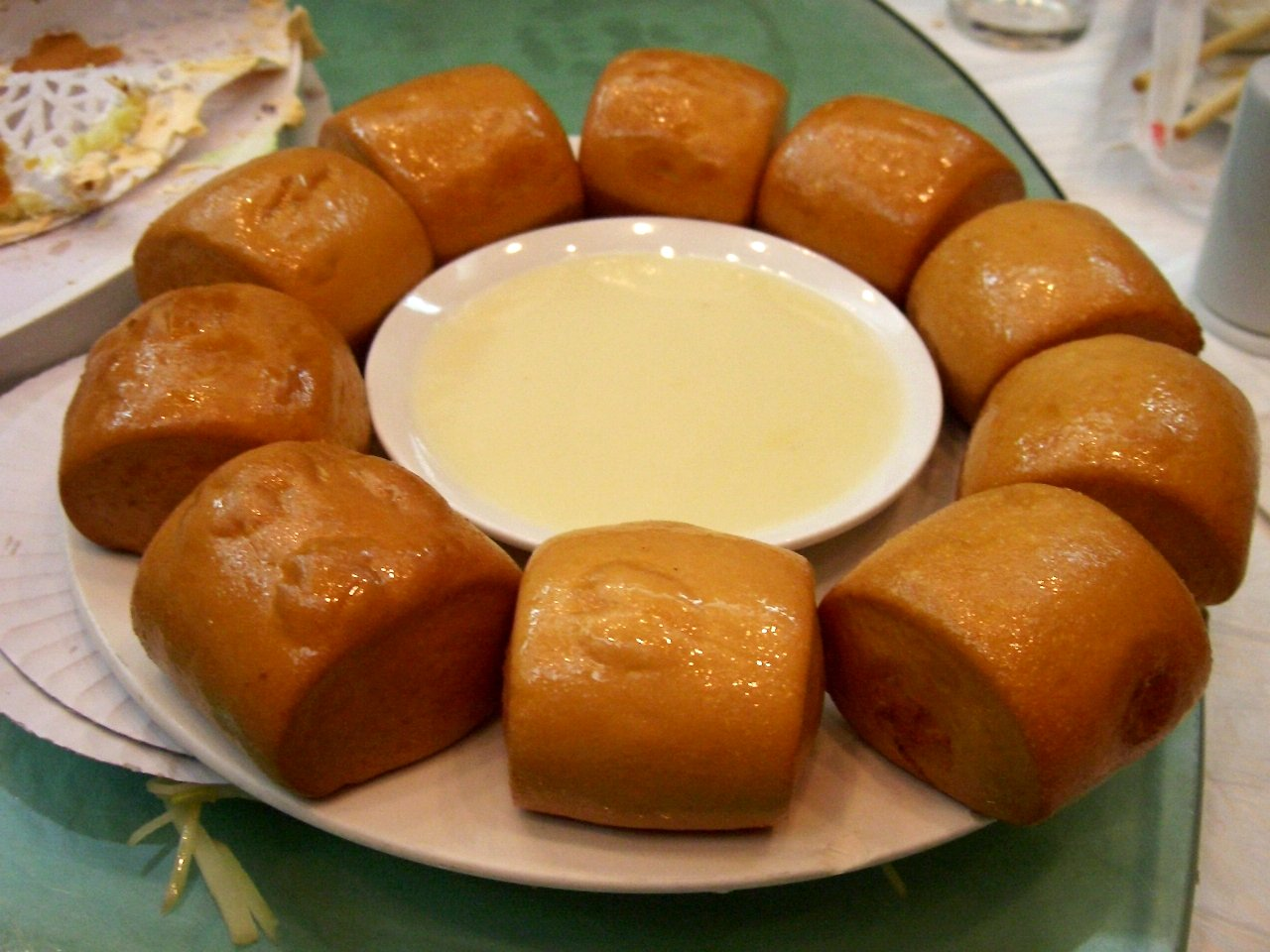
Frittierte Mantou (炸饅頭 (zhà mántou))

Mantou (chinesisch 饅頭 / 馒头, Pinyin mántou) ist eine Spezialität der chinesischen Küche. Es handelt sich dabei um ein weiches, helles gedämpftes Brot aus Weizenmehl, Wasser und Hefe.